# Girolamo Della Valle
Girolamo Della Valle (27 marzo 1819 – 30 maggio 1888) è stato un politico italiano.

## Biografia
Fu eletto deputato nel Collegio elettorale di Santa Maria Capua Vetere per la VIII legislatura del Regno d'Italia.
Fu più volte Sindaco di Santa Maria Capua Vetere